# Eugène Grévin
Pour les articles homonymes, voir Grévin.
Eugène Grévin est un footballeur français né le 23 novembre 1931 à Douai et mort le 10 juillet 2023 à Dechy. Défenseur, il a joué au Racing Club de Lens, au CO Roubaix-Tourcoing et au RCFC Besançon.

## Palmarès
- Vainqueur de la Coupe Charles Drago 1959 avec le RC Lens.
- Vainqueur de la coupe Drago 1962 avec Besançon